# Widarapayung Wetan
Widarapayung Wetan is een bestuurslaag in het regentschap Cilacap van de provincie Midden-Java, Indonesië. Widarapayung Wetan telt 4953 inwoners (volkstelling 2010).